# Fiorenza Sommaripa
Fiorenza Sommaripa (zm. 1518) – władczyni Paros w latach 1517-1518. 
Była córką Nicolò I Sommaripa. W 1479 poślubiła Zuana Francesco Veniera. W 1517 roku decyzją senatu Republiki Weneckiej została władczynią wyspy Paros. Jej dziećmi byli:
- Nicolò Venier, władca Paros w latach 1518-1530
- Moisè Venier, który poślubił Elenę Donę. Ich synem był Sebastiano Veniero, doża Wenecji w latach 1577-1578.
- Cecylia Venier, władczyni Paros w latach 1531-1537.